# رقبة بن الحر التميمي
رقبة بن الحر التميمي، قائد عسكري أموي، ومن فرسان العرب المعدودين كان ضخم الهامة ومضرب مثل في الفروسية والبطش يعد بألف فارس، شهد الفتوح و المعارك في بلاد المشرق وما وراء النهر وله دور بارز فيها، وكنيته أبو كعب.

## سيرته

### نسبه
رقبة بن الحر بن الحنتف بن جعونة بن سحمة بن المنذر بن جهمة بن عدي بن جندب بن العنبر بن عمرو بن تميم بن مر. فهو عنبري تميمي خندفي مضري.

### سيرته
كان من أشد أهل زمانه، وكان يقال: إذا أردتم ان تنظروا إلى رجل هو ألف رجل فانظروا إلى رقبة بن الحر، وكان من فرسان خُراسان المعدودين في العصر الأموي، قال المهلب بن أبي صفرة: «وإنما قدم الناس عباداً، وشعبة بن ظهير، ورقبة بن الحر، لأنهم كانوا في شدة الأبدان مثلهم في القلوب، قال الجاحظ وكان المهلب حكماً ومقنعاً في القضية بين الفرسان».
ويذكر أنه عندما حاصر ابن خازم بني تميم في خُراسان وأوقد النار حولهم، أقبل رقبة بن الحر حتى أقتحم النار، فانتهى إلى باب المدينة، ورجل من أصحاب ابن خازم يحمي أصحابه، فقتله ثم رجع فخاض في النار وهي تلتهب، وقد أخذت بجوانب نمط عليه، فرمى به عنه، ووقف وتحصن ثابت في المدينة، وعندما أشتد الحصار، شق القوم بسيفه حتى نجا، ومعه غلام من الترك له.
ويذكر أنه أغار أوس بن ثعلبة التيمي الربعي من ربيعة على سرح بني تميم في خُراسان فلحقه رقبة بن الحر وحده، فاستنقذ السرح جميعه.
وفي قتال موسى بن عبداللّٰه بن خازم لإبن المهلب في خُراسان صيّر الجيش أرباعاً، فجعل على ربع رقبة بن الحر، وعلى ربع أخاه نوح بن عبد الله بن خازم، وعلى ربع يزيد بن هذيل، وصار هو في ربع، وقال لهم: إذا دخلتم عسكرهم فتفرقوا ولا يمرن أحد منكم بشيء إلا ضربه فدخلوا عسكرهم من أربع نواحٍ لا يمرون بدابة ولا رجل ولا خباء ولا جوالق إلا ضربوه.
وبعد عدة معارك هزم أصحاب ابن خازم وعرض الأسرى على عثمان بن مسعود وكان من الموالي، فكان يطلق الموالي ويقتل العرب، فقتلهم جميعاً، إلا رقبة بن الحر التميمي عندما أُتي به نظر إليه وقال: ما كان هذا إلينا كبير ذنب، وكان صديقاً لثابت، وكان مع قوم فوفى، والعجب كيف أسرتموه؟! قالوا: طعن فرسه فسقط عنه في وهدة فأسر، فأطلقه وحمله، وقال لخالد بن أبي برزة الأسلمي: ليكن عندك.
وقال ابن عرادة الشاعر في رقبة بن الحر:
وجاء في صفته أنه كان جسيماً كبيراً غائر العينين ناتئ الوجنتين مفلج بين كل سنين له موضع سن كأن وجهه ترس.

قال أبي عبيدة: جمع فرسان من بني تميم من البطش والقوة ما لم تجمعه أحد من العرب منهم: زهير بن ذؤيب العدوي، وعباد بن حصين الحبطي، والحريش بن هلال القريعي، وشعبة بن ظهير وطريف بن تميم العنبري، وغيرهم؛ ثم اورد بيت ابن عرادة، وقال:
| رقبة بن الحر التميمي | وكان عتيبة بن الحارث أفرس هؤلا وأشدهم بطشاً. | رقبة بن الحر التميمي |

## وفاته
توفى رقبة بن الحر في خُراسان وله بها عقب.

## إشارات
1. ↑  شعبة بن ظهير التميمي كان من القادة مع قتيبة بن مسلم الباهلي في الفتوح، وكان قتيبة يقوم بتقديمه على وكيع بن حسان بن أبي سود التميمي لأمرٍ بينهم. - الكامل في التاريخ

1. ↑  سرح بني تميم: أي أنعامهم ومواشيهم.